# Johann Daniel Scheller
Johann Daniel Scheller (geboren 28. Mai 1758 in Verden; gestorben 18. Oktober 1837 in Celle) war ein deutscher Mediziner, praktizierender Arzt und Geburtshelfer und Mitbegründer der Celler Freimaurerloge "Zum hellerleuteten Stern".

## Leben
Johann Daniel Scheller wirkte zur Zeit des Kurfürstentums Braunschweig-Lüneburg als „Prosektor der Anatomie an der Universität Göttingen.“
Nachdem ihn die in der vormaligen Residenzstadt Celle ansässigen Wundheiler um eine Weiterbildung in Sachen Chirurgie baten, gründete der mit dem Titel Prof. Dr. ausgezeichnete Scheller 1784 die spätere Landeshebammenlehranstalt, anfänglich als Celler Gebärhaus „(Accouchirhaus)“ bezeichnet, die er von Anfang an auch leitete. Im selben Jahr begründete er zudem die Celler Chirurgische Lehranstalt, deren „Collegium anatomicum chirurgicum“ die gleichnamige Bibliothek des Collegiums Anatomicum-Chirurgicum aufbaute.
Scheller war Mitbegründer der Freimaurerloge "Zum hellerleuteten Stern".

## Schellerstraße
Nach Johann Daniel Scheller wurde die Schellerstraße in Celle benannt.